# Joseph Barnby
Joseph Barnby (York, 12 agosto 1838 – Londra, 28 gennaio 1896) è stato un compositore e direttore d'orchestra inglese.

## Biografia
Barnby nacque a York, figlio di Thomas Barnby, che era un organista. Joseph era un corista alla York Minster fin dall'età di sette anni; fu educato alla Royal Academy of Music con Cipriani Potter e Charles Lucas e fu nominato nel 1862 organista di St Andrew's, Wells Street, Londra, dove elevò i servizi a un alto grado di eccellenza.
Fu direttore del "Coro di Barnby" dal 1864 e nel 1871 fu nominato, succedendo a Charles Gounod, direttore della Royal Albert Hall Choral Society, un incarico che ricoprì fino alla sua morte. Nel 1875 fu precursore e direttore musicale all'Eton College e nel 1892 divenne preside della Guildhall School of Music, ricevendo l'onore di cavaliere nel luglio di quell'anno. Le sue opere comprendono un oratorio Rebekah, The Lord is King (Salmo 97), molti servizi e anthem e 246 inni (pubblicati nel 1897 in un volume), nonché alcuni brani e canzoni (tra cui Now The Day Is Over e la popolare ninna nanna che usa le parole di Lord Alfred Tennyson, nella poesia Sweet and Low) e alcuni pezzi per organo a canne.
Fu in gran parte determinante nell'incentivare l'amore per la musica sacra di Gounod tra la parte meno istruita del pubblico di Londra, sebbene mostrasse poca simpatia pratica con l'opera. D'altra parte organizzò una straordinaria esibizione di concerti del Parsifal alla Royal Albert Hall di Londra nel 1884. Diresse i Festival di Cardiff del 1892 e 1895.
Morì a Londra e, dopo un servizio speciale nella Cattedrale di San Paolo, fu sepolto nel West Norwood Cemetery.

## Nella cultura di massa
Una storia forse apocrifa su di lui è arrivata fino alla Nuova Zelanda: un giovane contralto alla fine di un assolo di Händel aveva emesso una nota acuta invece della nota meno efficace solitamente cantata. Il direttore, Barnby, rimase scioccato e chiese se Miss pensasse che avesse ragione a migliorare Händel. "Bene, Sir Joseph", rispose lei, "ho un "Mi" e non vedo perché non dovrei metterlo in mostra". "Signorina", rispose Barnby, "credo che lei abbia due ginocchia, ma spero che non le mostri qui".